# Anne Lacaton

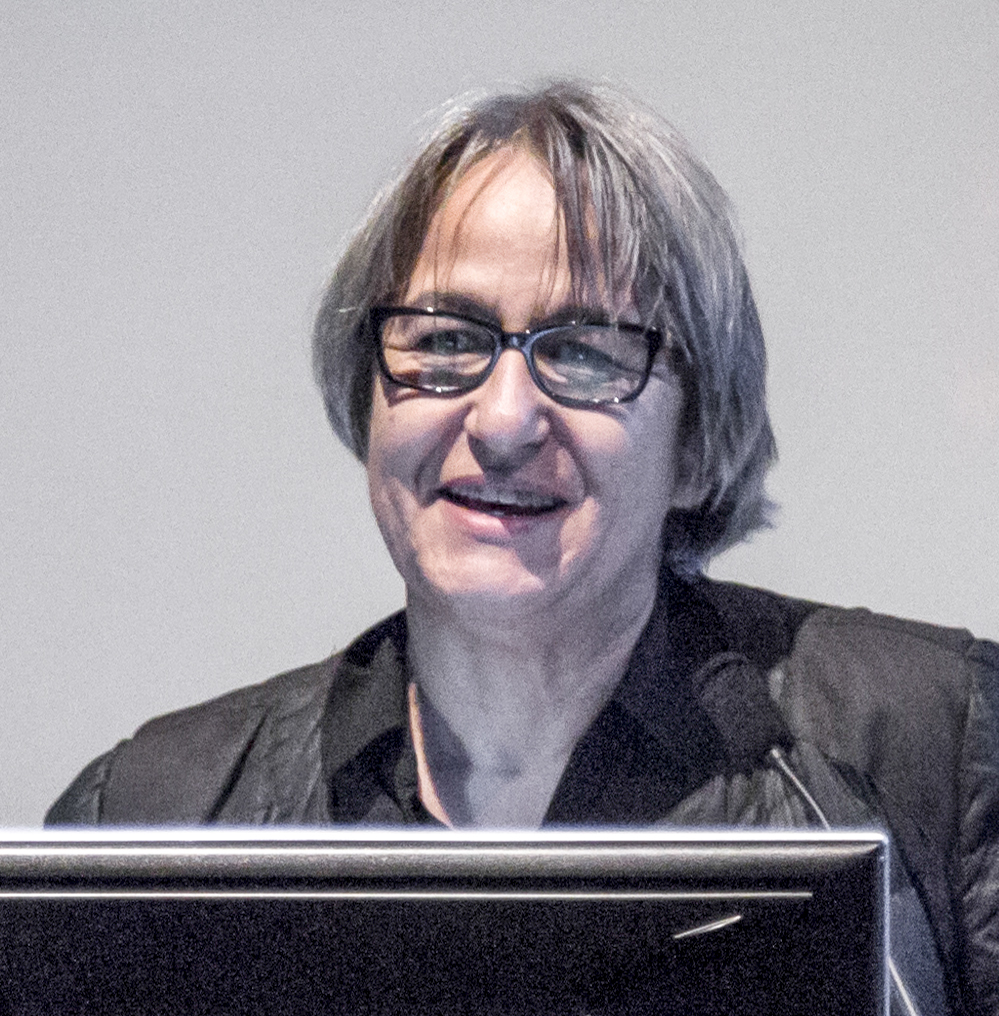
Anne Lacaton (2017)

Anne Lacaton (* 2. August 1955 in Saint-Pardoux-la-Rivière) ist eine französische Architektin und Hochschullehrerin. Mit Jean-Philippe Vassal hat sie das Architekturbüro Lacaton & Vassal gegründet, das sich dem Prinzip Umbau vor Abriss verschrieben hat. Gemeinsam wurden sie 2021 mit dem Pritzker-Preis, der höchsten Auszeichnung für Architektur, geehrt. Lacaton und Vassal gelten als „Pioniere und Helden des Bauens im Bestand“.

## Berufsweg
Anne Lacaton schloss ihr Architekturstudium an der École nationale supérieure d’architecture et de paysage de Bordeaux ab und erwarb 1984 einen Master in Stadtplanung an der Universität von Bordeaux.
1987 hat sie mit Jean-Philippe Vassal, den sie seit Studienzeiten kennt, ein gemeinsames Architekturbüro in Paris eröffnet. Gemeinsam haben sie mehr als 30 Projekte in Europa und Afrika realisiert.
Eines ihrer bekanntesten ist das Palais de Tokyo in Paris, das 2001 fertiggestellt wurde und eine nüchterne Sanierung eines halb verfallenen Art-déco-Gebäudes in der Nähe der Seine darstellt. Weitere Projekte sind das École Nationale Supérieure d’Architecture in Nantes, der Grand Parc Bordeaux, das Wohnhochhaus Tour Bois le Prêtre in Paris sowie das Wohnhaus Cap Ferret in Cap Ferret.
Anne Lacaton und ihr Partner Jean-Philippe Vassal werden als „Pioniere für klimagerechtes und soziales Bauen“ bezeichnet. „Ihre Maxime lautet: Umbau statt Neubau. Sie demonstrieren, wie sich marode Sozialwohnungstürme aus den Sechzigern mit einfachen Mitteln, etwa durch vorgesetzte Wintergärten, in zeitgemäßen, hellen und günstigen Wohnraum verwandeln lassen.“ In Bordeaux haben sie beispielsweise 530 Sozialwohnungen nach den Bedürfnissen der Bewohner instand gesetzt, wofür die Architekten mit dem Preis der Europäischen Union für zeitgenössische Architektur ausgezeichnet wurden.
Anne Lacaton lehrte an verschiedenen Universitäten, darunter auch in Deutschland an der TH Nürnberg. Seit 2016 ist sie Mitglied der Akademie der Künste (Berlin).

## Auszeichnungen und Preise
- 1991: Lauréats des Albums de la Jeune Architecture
- 1999: Grand Prix National d’Architecture Jeune Talent
- 2006: Schelling-Architekturpreis (mit Jean-Philippe Vassal und Werner Sewing)
- 2006: Preis „Nachhaltigkeit und Innovation im Wohnungsbau“, Stadt Madrid, Fondation Erich Schelling
- 2008: Grand Prix National d’Architecture, Velux Stiftung Kopenhagen
- 2009: Frankreich International Fellow of Royal Institute of British Architects
- 2011: Paris Daylight & Building Components Award
- 2011: Equerre d’Argent Award (mit Frédéric Druot)
- 2013: Design des Jahres, Kategorie Architektur (mit Frédéric Druot)
- 2014: Rolf-Schock-Preis, Kategorie Bildende Kunst (mit Jean-Philippe Vassal)
- 2016: Simon Architecture Prize/Fondation Mies Van der Rohe – The Living Places (mit Frederic Druot)
- 2016: Life Time Achievement – Trienal de Arquitectura de Lisboa
- 2016: Goldmedaille der Académie royale de l’Architecture France
- 2016: Heinrich-Tessenow-Medaille (mit Jean-Philippe Vassal)
- 2019: Mies-van-der-Rohe-Preis[2] (mit Jean-Philippe Vassal, Frédéric Druot und Christophe Hutin)
- 2020: Großer BDA-Preis (mit Jean-Philippe Vassal)
- 2021: Pritzker-Preis (mit Jean-Philippe Vassal)